# Istria (wieś)
Istria – wieś w Rumunii, w okręgu Konstanca, w gminie Istria. W 2011 roku liczyła 1343 mieszkańców.